# 뤼스탬 오루조프
뤼스탬 패자일 오글루 오루조프(아제르바이잔어: Rüstəm Fəzail oğlu Orucov, 1991년 10월 4일~)는 아제르바이잔의 유도 선수이다. 2016년 하계 올림픽 남자 라이트급에서 은메달을 획득했다. 